# السجن المؤبد في فرنسا
السجن مدى الحياة أو السجن المؤبد في فرنسا هي عقوبة غير محددة المدة وقد تستمر لما تبقى من حياة المحكوم عليه. العقوبة هي أشد عقوبة ينص عليها القانون الفرنسي ويمكن أن تفرضها المحاكم على جرائم القتل المشدد والخيانة والإرهاب وتجار المخدرات والجرائم الخطيرة الأخرى التي تؤدي إلى الوفاة أو تنطوي على التعذيب. هناك ما معدله 25 حكماً بالسجن المؤبد في السنة ويوجد 550 نزيلاً مسجونين حالياً مدى الحياة. نادرًا ما يُحكم عليهم بالسجن المؤبد في جرائم غير القتل العمد.

## فترة الأمان
يُطلب من النزلاء المسجونين مدى الحياة قضاء فترة أمان تتراوح بين 18 و 22 عامًا قبل أن يصبحوا مؤهلين للإفراج المشروط.

### الإستثناء من فترة الأمان
في حالات قتل الأطفال التي تنطوي على اغتصاب أو تعذيب ، والقتل مع سبق الإصرار لأحد مسؤولي الدولة (منذ 2011) ، والإرهاب الذي أدى إلى الوفاة ، يمكن للمحكمة أن تفرض فترة أمان تصل إلى 30 عامًا ، أو أن تأمر بأن السجين غير مؤهل لإطلاق السراح المشروط ، وبالتالي سيقضون بقية حياتهم الطبيعية في السجن.

### تقليل الفترة
من الممكن تقليل فترة الأمان في حالة وجود علامات خطيرة لإعادة التكيف الاجتماعي (حتى لو أمرت المحكمة بأن يقضي السجين بقية حياته في السجن) ، ومن الممكن ليتم الإفراج عنه قبل فترة الأمان لأسباب صحية خطيرة.

## 2011
اعتبارًا من عام 2011 ، أصبحت العقوبة القصوى للأشخاص الذين تقل أعمارهم عن 16 عامًا وقت ارتكابهم الجريمة هي السجن لمدة 20 عامًا ، مع استحقاق الإفراج المشروط لمدة 10 سنوات ؛ نادرًا ما تُفرض عقوبات مدى الحياة على الجناة الذين تتراوح أعمارهم بين 16 و 18 عامًا ، وآخرها ماتيو موليناس في يونيو 2013 لاغتصابه وحرقه وهو حي قبل ذلك بعامين وآخر قبله كان باتريك ديلز في عام 1986 لرجم اثنين الأطفال قبل تبرئتهم.